# 涅爾蓋什新村
涅爾蓋什新村是匈牙利的城鎮，位於該國北部，由科馬羅姆-埃斯泰爾戈姆州負責管轄，面積39.51平方公里，2011年人口7,510，其中約七成居民信奉天主教。

## 外部連結
- Street map （页面存档备份，存于） （匈牙利文）